# Fagònia
Fagònia, Fagonia és un gènere de plantes amb flors dins la família Zygophyllaceae. Rep el nom de Guy-Crescent Fagon, botànic i metge del rei Lluís XIV (1638-1718). Als Països Catalans està representat per l'espècie Fagonia cretica.

## Algunes espècies
| - Fagonia acerosa - Fagonia arabica - Fagonia bruguieri - Fagonia charoides - Fagonia chilensis - Fagonia cretica - Fagonia densa - Fagonia glutinosa - Fagonia gypsophila - Fagonia hadramautica - Fagonia harpago - Fagonia indica - Fagonia laevis - Fagonia lahovarii - Fagonia latifolia - Fagonia latistipulata | - Fagonia longispina - Fagonia luntii - Fagonia mahrana - Fagonia minutistipula - Fagonia mollis - Fagonia olivieri - Fagonia orientalis - Fagonia pachyacantha - Fagonia palmeri - Fagonia paulayana - Fagonia rangei - Fagonia scabra - Fagonia scoparia - Fagonia subinermis - Fagonia villosa - Fagonia zilloides |